# Madleen Kane
Madleen Kane (Malmö, 4 marzo 1958) è una cantante e modella svedese.

## Biografia
È nata nel 1958 a Malmö, in Svezia, da un cantante d'opera svedese e madre statunitense.
Lavorò per un paio d'anni come fotomodella per la rivista tedesca Burda Moden, apparendo anche su due numeri di Playboy: nell'edizione francese dell'aprile 1978 e nell'edizione spagnola dell'aprile 1979.
Kane abbandonò la carriera di modella per intraprendere quella di cantante disco analogamente a quanto stavano facendo altre ragazze negli anni settanta. Il suo primo singolo Rough Diamond inciso nel 1978, quando aveva vent'anni, entrò al terzo posto della classifica disco americana e vi sostò per oltre cinque mesi. La traccia è contenuto nell'omonimo LP, registrato a Parigi e anch'esso destinato a riscuotere un grande successo. Ebbe altrettanta fortuna il seguente singolo Touch My Heart, uscito nello stesso anno e Forbidden Love del 1979, che riuscì a inserirsi alla posizione numero 3 della classifica dance americana come era capitato con Rough Diamond.
Il bell'aspetto della cantante svedese le valse il soprannome di "Donna Summer bianca". La notorietà di cui godeva Madleen Kane le permise di comparire in trasmissioni televisive europee, tra cui le italiane La sberla e Festivalbar, nelle copertine di diverse riviste e in una pubblicità della Toyota.
Nei primi anni ottanta, lo stile dell'artista si orientò all'elettronica, segno dell'iniziò della collaborazione con Giorgio Moroder. Segno di questo cambiamento è la famosa You Can, tratta dall'album Don't Wanna Lose You. La traccia giunse al primo posto della classifica disco americana.

## Vita privata
Poliglotta, Kane sa parlare in francese, inglese, spagnolo, danese, norvegese e tedesco.

## Discografia

### Album in studio
- 1978 – Rough Diamond
- 1979 – Cheri
- 1980 – Sounds of Love
- 1981 – Don't Wanna Lose You
- 1985 – Cover Girl

### Singoli
- 1978 – Rough Diamond
- 1978 – Fever
- 1978 – Touch My Heart
- 1979 – Forbidden Love
- 1979 – You and I
- 1979 – Secret Love Affair
- 1979 – Cheri
- 1980 – Cherchez Pas
- 1980 – Boogie Talk
- 1981 – You Can
- 1981 – Fire In My Heart
- 1982 – Playing For Time
- 1985 – On Fire
- 1985 – Ecstasy
- 1985 – I'm No Angel

### Compilation
- 1994 – 12 Inches and More